# Anders Hagen
Anders Hagen, född 15 maj 1921 i Vang, Hedmark, död 2005, var en norsk arkeolog.
Hagen doktorerade 1953 på avhandlingen Studier i jernalderens gårdssamfunn, som byggde på hans utgrävningar av ödegården Sosteli i Åseral i Vest-Agder. Han var konservator vid Universitetet i Oslo 1946–1961 och professor i nordisk arkeologi vid Universitetet i Bergen 1961–1988. Från 1958 ledde han de arkeologiska undersökningarna i högfjället i samband med vattenregleringarna.
Han gav ut många skrifter inom arkeologi, framför allt om stenålder, bronsålder, bosättningshistoria och översiktsverk. Han medverkade även i Norsk Rikskringkastning.

## Filmografi
- 1952 – Tom og Mette på sporet